# Glavna nula
Glavna nula je bilo koja cifra 0 koja stoji ispred prve cifre koja nije 0 u brojevnom nizu u pozicionoj notaciji. Na primer Džejms Bondov poznati identifikator, 007, ima dve glavne nule. Kada glavne nule zauzmu najznačajnije cifre celog broja, one bi mogle ostati prazne ili izostavljene za istu numeričku vrednost. Prema tome, uobičajna decimalna notacija celih brojeva ne koristi glavne nule osim same nule, što bi u suprotnom bilo označeno kao prazan niz. Međutim, u razlomcima striktno između -1 i 1, cifre glavnih nula između decimalnog zareza i prve cifre koja nije 0 su neophodne za prenošenje veličine broja i ne mogu se izostaviti, dok ponavljajuće nule- nule koje se pojavljuju posle decimalnog zareza i posle poslednje cifre koja nije 0- mogu se izostaviti bez menjanja vrednosti.

## Pojavljivanje
Često, glavne nule su pronađene na neelektronskim digitalnim prikazima ili na elektronskim uređajima kao sedmo-segmentnim prikazima koji sadrže fiksne skupove cifara. U ove uređaje spadaju brojači, štoperice, odometri i digitalni satovi. Glavne nule takođe generišu mnogo stariji kompjuterski programi prilikom kreiranja vrednosti za dodelu novim nalozima, zapisima i ostalim datotekama, a kao takve verovatno će koristiti sistemi za naplatu komunalnih usluga, informacioni sistemi ljudskih resursa i vladine baze podataka. Mnoge digitalne kamere i ostali uređaji za snimanje elektronskih medija koriste glavne nule prilikom kreiranja i čuvanja novih datoteka za pravljenje imena jednakih dužina.
Glavne nule su takođe prisutne kad god je broj cifara tehnićki fiksiran (kao što je u registru memorije), ali skladištena vrednost nije dovoljno velika da bi rezultat bio najznacajnija cifra koja nije 0. Operacija glavnih nula efikasno određuje broj glavnih nultnih bitova u mašinskoj reči.
Glavna nula se pojavljuje u ruletu u Americi,gde je "00" različito od "0"(opklada na "0" je izgubljena ako loptica padne na "00",i obrnuto).Isto važi i u sportovima gde su takmičari određeni brojevnim karticama;trkački auto sa brojem "07" smatra se različitim od automobila "7".Benito Santiago,hvatač MLB-a koji je nosio broj 09 na dresu nekoliko godina je jedini igrač glavnih sportskih liga koji je nosio broj sa glavnom nulom,ne računajuči one koji su nosili 00 na dresu.Ovo je uobičajeno za brojeve sa jednom cifrom.

## Prednosti
Raspoređivanje
Glavne nule se koriste pri rastućem rasporedu brojeva prema abecednom redu: npr., 11 po abecedi dolazi pre 2,ali posle 02. (See,e.g. ISO 8601.)Ovo ipak ne vazi za negativne brojeve,stavljena nula ili ne: -23 dolazi posle -01,-1,i -22,iako je manji od svih njih.
Srečavanje grešaka
Glavne nule takođe umanjuju šanse da će neoprezni čitač propustiti decimalno mesto.Na primer,u modernoj farmakologija je široko rasprostranjen dogovor da glavne nule ne smeju biti izostavljene iz doza ili vrednosti doza prilikom prepisivanja leka.Isto tako,kao što su glavne nule obavezne ,prateće nule su zabranjene.U oba slučaja,razlog je isti:da spreče greške u čitanju i uzimanje pogrešne doze za jednu ili više jedinica za meru.
Sprečavanje prevara
Glavne nule se mogu koristiti da spreče prevaru tako sto zauzimaju mesta koja bi inače bila prazna.Na primer,stavljanje glavnih nuli na iznos na čeku(ili bilo kom drugom finansijskom dokumentu)otežava lopovima da preprave iznos čeka pre nego što je predstavljen za uplatu.

## 0 kao prefiks
Prefiks 0 se koristi u C da bi se naveli prikazi veza oktalnih brojeva, kako to zahteva ANSI C standard za funkciju "strtol" (string to long integer converter) u biblioteci "stdlib.h". Mnogi drugi programski jezici, kao što su Pithon 2, Perl, Ruby, PHP i Unik shell bash takođe prate ovu specifikaciju za konverziju stringova na brojeve. Kao na primer, "0020" ne predstavlja 2010 (2 × 101 + 0 × 100), već 208 = 1610 (2 × 81 + 0 × 80 = 1 × 101 + 6 × 100). Decimalni brojevi napisani sa glavnim nulama će se tumačiti kao oktalni jezici koji prate ovu konvenciju i generišu greške (ne samo neočekivani rezultati) ako sadrže "8" ili "9", jer ove cifre ne postoje u oktalnoj. Ovo ponašanje može biti prilično uznemirujuće kada radite sa nizom nizova sa ugrađenim decimalnim brojevima sa nultim padom (obično naziva datoteka) kako bi se olakšalo sortiranje po abecednom redu (vidi gore) ili kada potvrdite inpute od korisnika koji ne znaju da dodavanje vodećih nultih okidača ova bazna konverzija.

## Literatura
- Dandamudi, Sivarama P. (2005). Guide to RISC Processors: for Programmers and Engineers. Springer Science & Business Media. стр. 139. ISBN 978-0-387-27446-1.
- Dueck, Robert; Reid, Ken (2011). Digital Electronics. Cengage Learning. стр. 63. ISBN 978-1-133-70896-4.
- Greene, Jennifer; Stellman, Andrew (2013). Head First C#: A Learner's Guide to Real-World Programming with C#, XAML, and .NET. "O'Reilly Media, Inc.". стр. 770. ISBN 978-1-4493-5888-4.
- Flynt, Clif (2012). Tcl/Tk: A Developer's Guide. Elsevier. стр. 752—753. ISBN 978-0-12-384717-1.
- Zegarelli, Mark (2014). Basic Math and Pre-Algebra Workbook For Dummies. Wiley. стр. 8. ISBN 978-1-118-82830-4.
- Lafore, Robert W. (1987). Microsoft C: programming for the IBM. H.W. Sams. стр. 294. ISBN 9780672225154.
- Miller, Jane E. (2008). The Chicago Guide to Writing about Numbers. University of Chicago Press. стр. 276. ISBN 978-0-226-52632-4.